# St. Peter und Paul (Oberammergau)

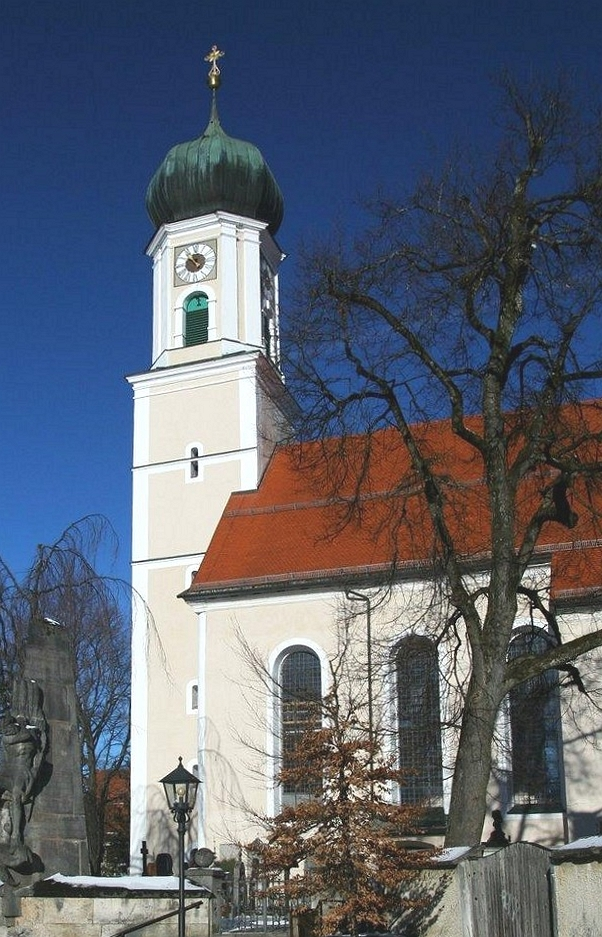
St. Peter und Paul

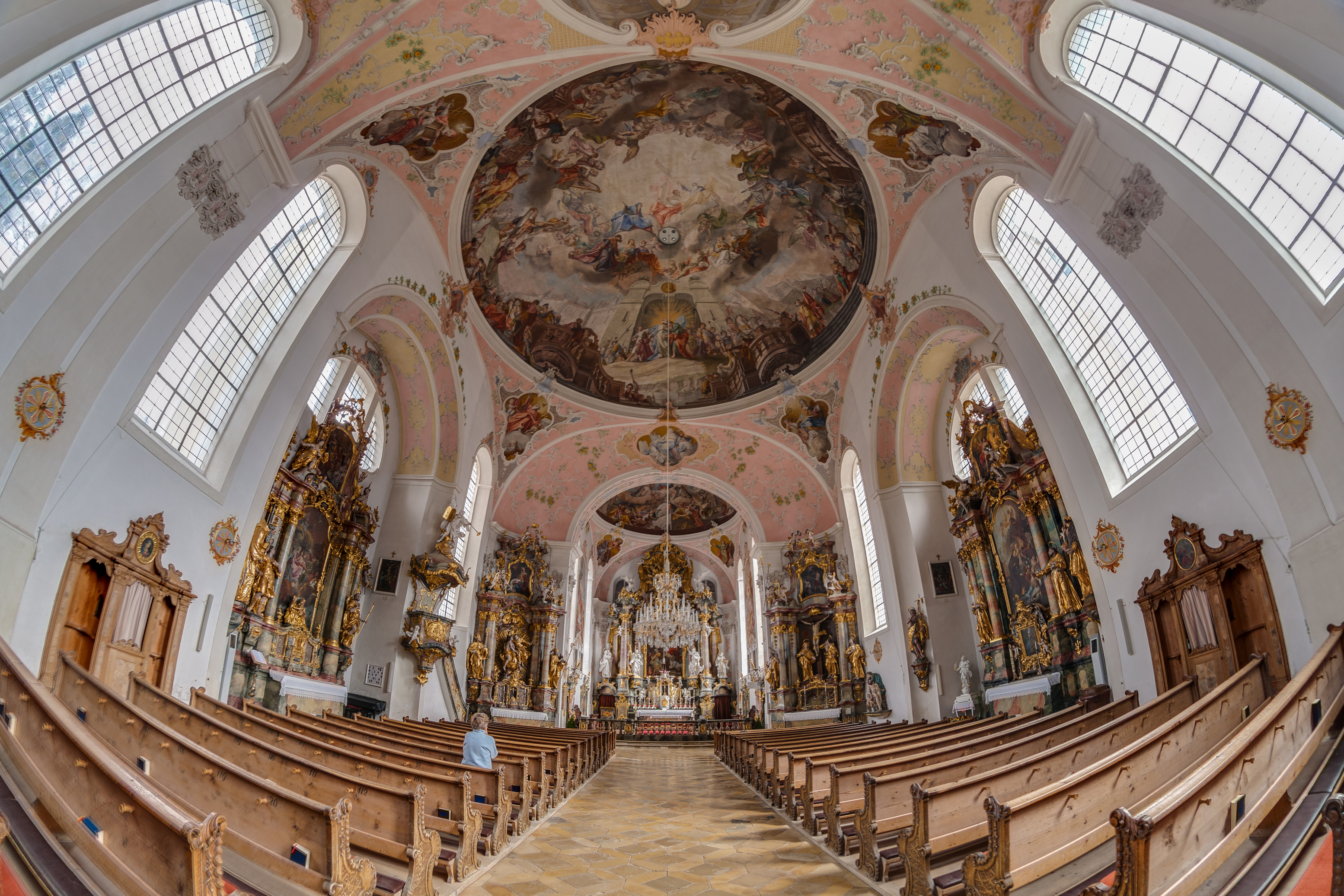
Innenansicht

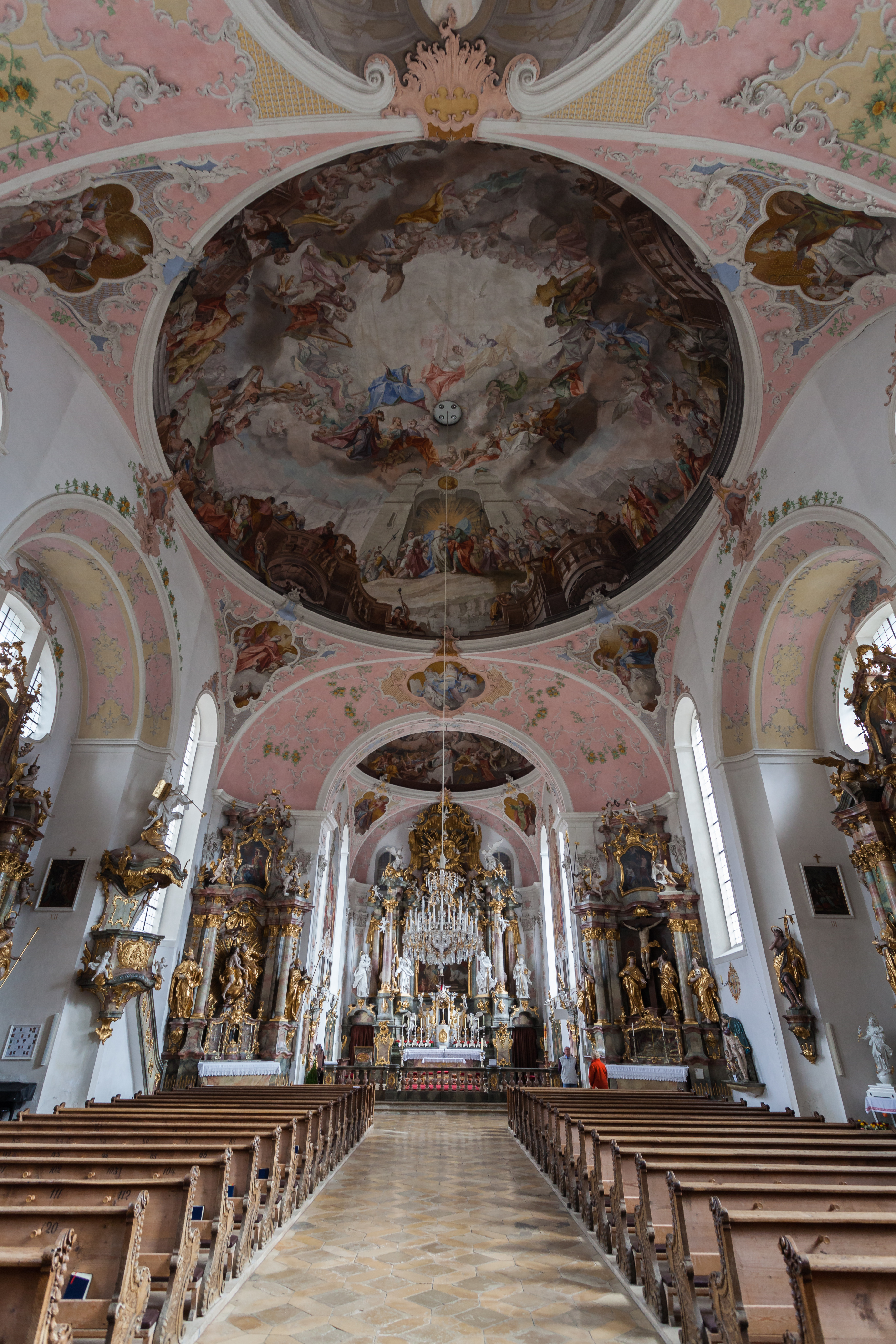
Frontsicht

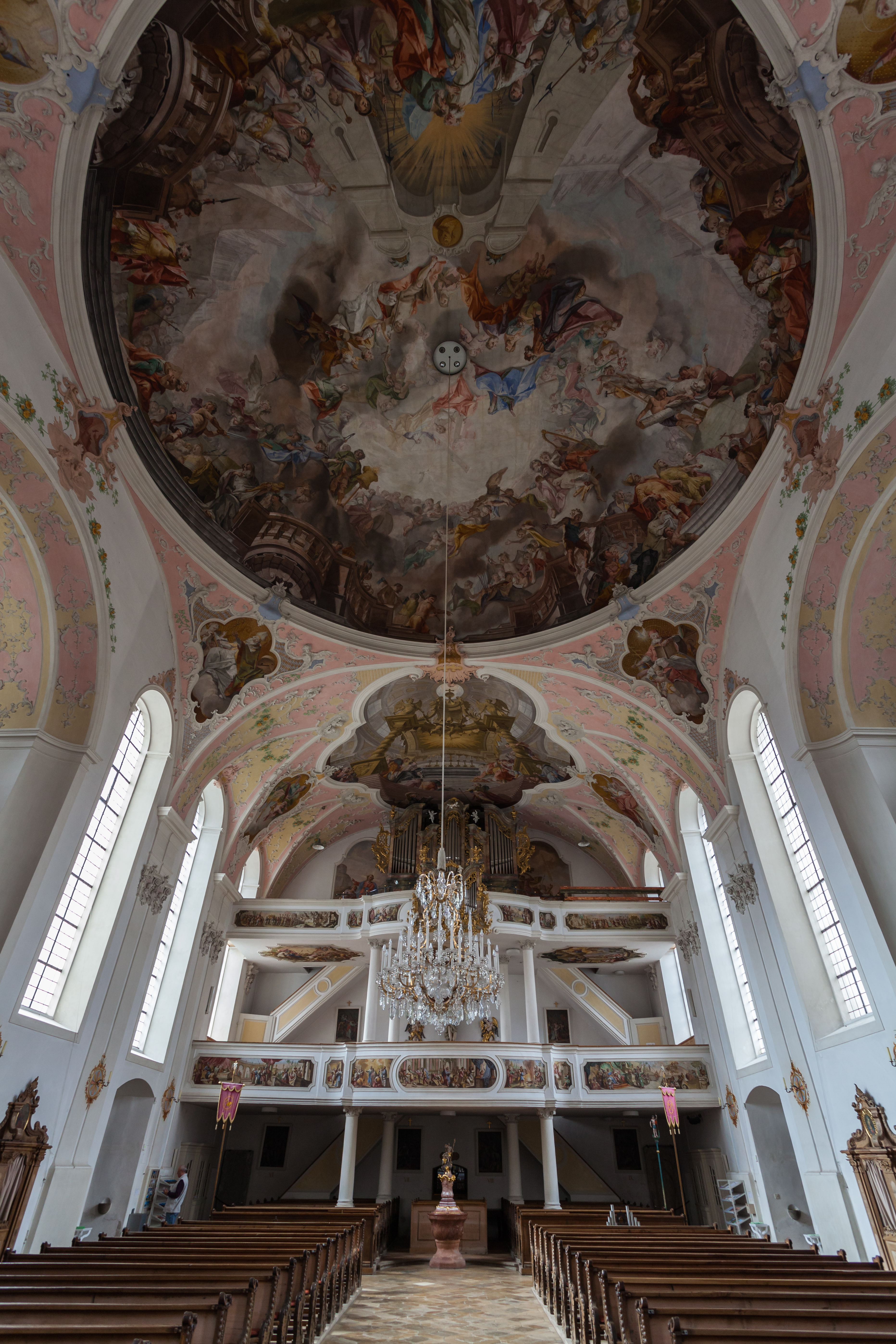
Rückblick

St. Peter und Paul, die katholische Pfarrkirche von Oberammergau im Landkreis Garmisch-Partenkirchen (Bayern), ist ein bedeutendes Beispiel des süddeutschen Barock. Sie wurde von 1735 bis 1749 nach Plänen von Joseph Schmuzer erbaut. Die Skulpturen schuf Franz Xaver Schmädl, die Bilder und Fresken Matthäus Günther. Die Gemeinde gehört zur Erzdiözese München und Freising.

## Geschichte
Vermutlich schon im neunten Jahrhundert wurde eine vorromanische Vorgängerkirche errichtet, die möglicherweise eine noch ältere Holzkirche ersetzte. Zu dieser Zeit zog sich der Welfe Ethiko mit zwölf Gefährten hier zu einem Leben in klösterlicher Gemeinschaft zurück. Im Chronicon von Weingarten vom 12. Jahrhundert wird berichtet, dass Ethiko im Ammergau eine Kirche errichtete. Er selbst und seine Mitstreiter sollen hier begraben sein. 1167 wurden dem Stift Kempten zwölf Höfe mit Präsentationsrecht über die Kirche geschenkt. Sie gingen 1295 und 1362 in den Besitz des Augustinerstifts in Rottenbuch über. Alle Pfarrer von Oberammergau lassen sich lückenlos seit 1432 bis zur Säkularisation des Klosters im Jahr 1802 belegen; sie alle waren Augustiner-Chorherren.
Die Oberammergauer Pfarrei wurde im 12. Jahrhundert vom Chorherrenstift Rottenbuch aus gegründet, mit dem sie auch bis zur Säkularisation seelsorgerisch verbunden blieb. Die erste Kirche wurde im Hochmittelalter durch einen gotischen Bau ersetzt. Dieser war zu Beginn des 18. Jahrhunderts so baufällig geworden, dass der barocke Neubau in Angriff genommen wurde.

## Baubeschreibung
Der Bau ist eine geostete Saalkirche mit schmalerem, nahezu quadratischem Chor und hohem, im Obergeschoss polygonalem und haubengekröntem Turm als Westabschluss. Im Inneren sind die Mauerecken zu Viertelkreisen abgerundet. An der Öffnung zum Chor setzen sich diese Viertelkreise nach oben zu einem konkaven Triumphbogen fort. Der Chor ist mit einer kreisrunden, der Ostteil des Langhauses – die Mitte des Gesamtbaus – mit einer ovalen Flachkuppel überwölbt. Hier sind dem Saal auf beiden Seiten wie kurze Querhausarme zwei Seitenkapellen angefügt, die dem Raum im Zusammenspiel mit der Kuppel Aspekte eines Zentralbaus geben.

## Ausstattung
St. Peter und Paul ist mit einem Haupt- und vier Seitenaltären, reichen Stuckaturen (Schmuzer), großflächigen Decken- und Wandfresken, Kanzel und Orgel ausgestattet. Alles ist im vollendeten Stil expressiver spätbarocker Sakralkunst ausgeführt. Thematisch kreisen die Darstellungen – mit Bezug auf die bei Baubeginn gerade hundertjährige Passionsspieltradition – um die Passion Christi sowie um das Martyrium und die Verherrlichung der Kirchenpatrone Petrus und Paulus. Außerdem spielt aufgrund von Stiftungen der 1648 gegründeten Oberammergauer Rosenkranzbruderschaft das Motiv des Rosenkranzes eine Rolle.

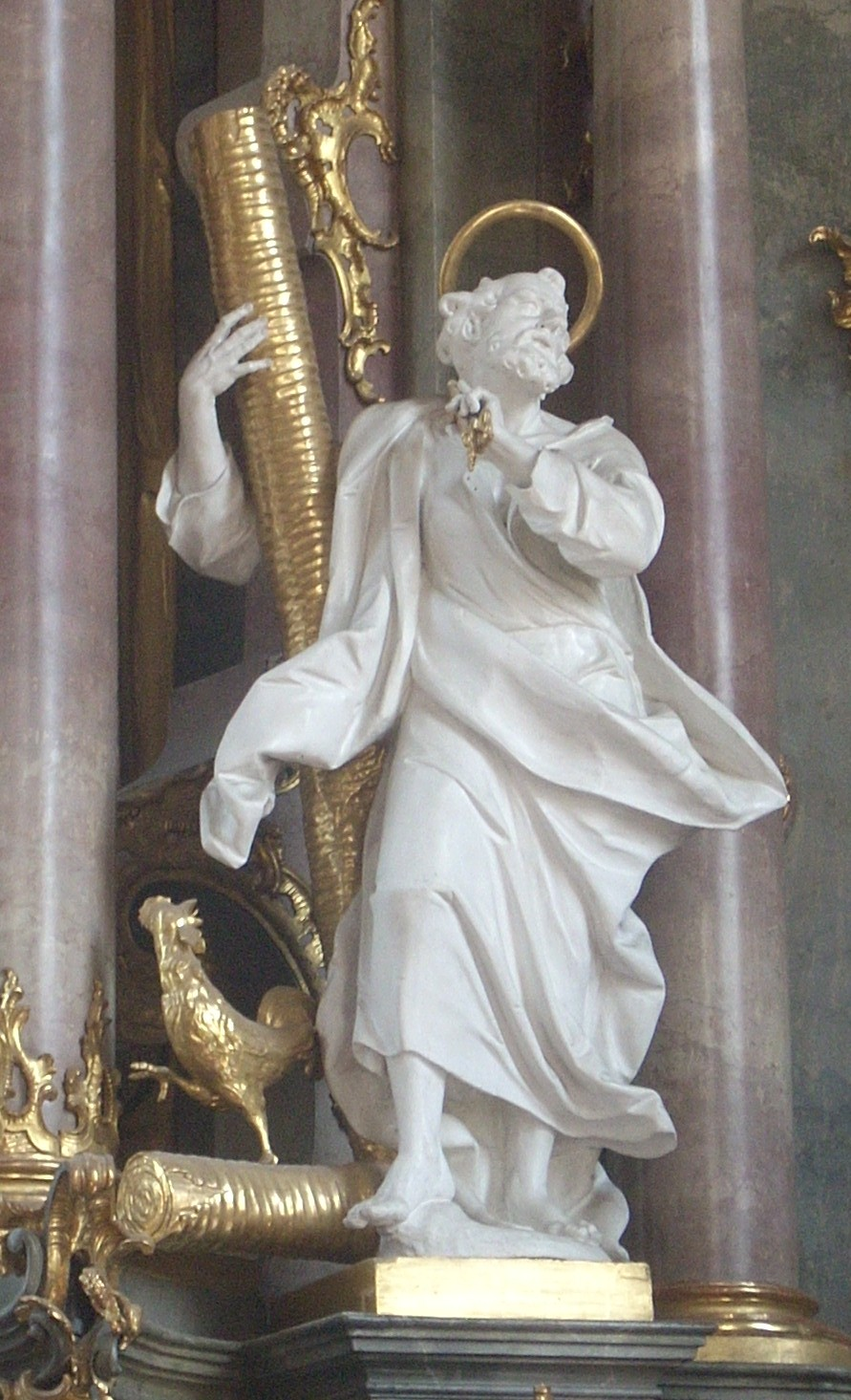
Petrus mit Schlüssel, umgekehrtem Kreuz und Hahn (Hochaltar)

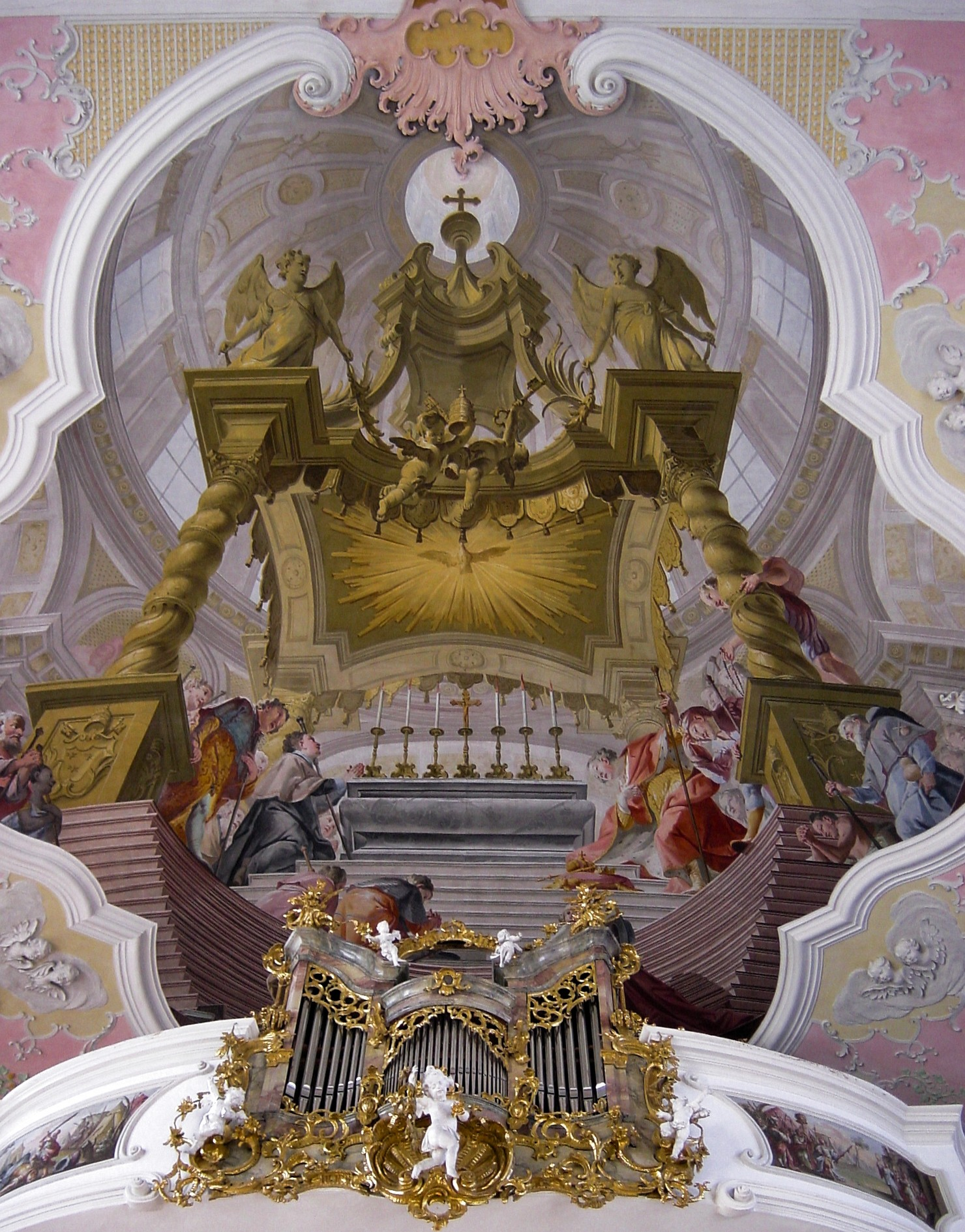
Blick über Hauptaltar und Ziborium in die Kuppel von St. Peter in Rom (Fresko über der Orgel)

### Altäre
Das Mittelbild des Hochaltars (Matthäus Günther) zeigt die Mutter Gottes als himmlische Helferin derer, die diese um Fürsprache bitten und Gaben beitragen. Es wird in der Osterzeit und während der Passionsspiele durch eine Figur des auferstandenen Christus ersetzt. Vom reichen Dekor und Figurenschmuck des Altaraufbaus (Franz Xaver Schmädl) sind die Statuen der Apostel Petrus und Paulus sowie außen der heiligen Josef und Joachim mit ihren Attributen bemerkenswert. Über dem Tabernakel thront das Lamm Gottes auf dem Buch mit sieben Siegeln.
Die beiden Seitenaltäre am Chorbogen (Schmädl und Werkstatt) sind dem Thema der Erlösung durch das Kreuzesopfer Christi gewidmet. Der linke Altar führt in einer seltenen Darstellung den Heilsbeschluss Gottes als „inneres Gespräch“ der Dreifaltigkeit vor Augen. Flankierend erscheinen die heiligen Martin und Gregor der Wundertäter. Der rechte Altar zeigt Christus am Kreuz – dieses Kreuz gilt als dasjenige, vor dem die Oberammergauer im Pestjahr 1633 das Passionsspielgelübde ablegten – mit Maria und Johannes sowie außen dem „guten Schächer“ Dismas und Maria Magdalena.
Die Altäre in den Seitenerweiterungen (ebenfalls von Schmädl) sind der Heiligen Sippe (links; Altarbild von Günther) und dem heiligen Antonius von Padua (rechts; Bild von Johann Jakob Zeiller) gewidmet.

### Fresken
Die Fresken (Günther) nehmen im Chorraum das Rosenkranzthema auf: in der Kuppel die Überreichung des Rosenkranzes an den heiligen Dominikus, an den Wänden Christus, der das Vaterunser lehrt (links) und Maria, die den Engelsgruß empfängt (rechts).
Das Fresko der Zentralkuppel erzählt in einer großartigen Komposition die Vollendung der Apostel Petrus und Paulus: Abschied in Fesseln vor dem Mamertinischen Kerker, Hinrichtung am umgekehrten Kreuz bzw. durch das Schwert und Aufnahme in die Schar der Heiligen des Alten und Neuen Bundes, die Christus und sein Kreuz umringen.
Das Deckenfresko über der Orgelempore zeigt den Blick aus der Confessio des Petersdoms über den Papstaltar mit Berninis Bronzeüberbau hinauf in Michelangelos Kuppel.

### Orgel

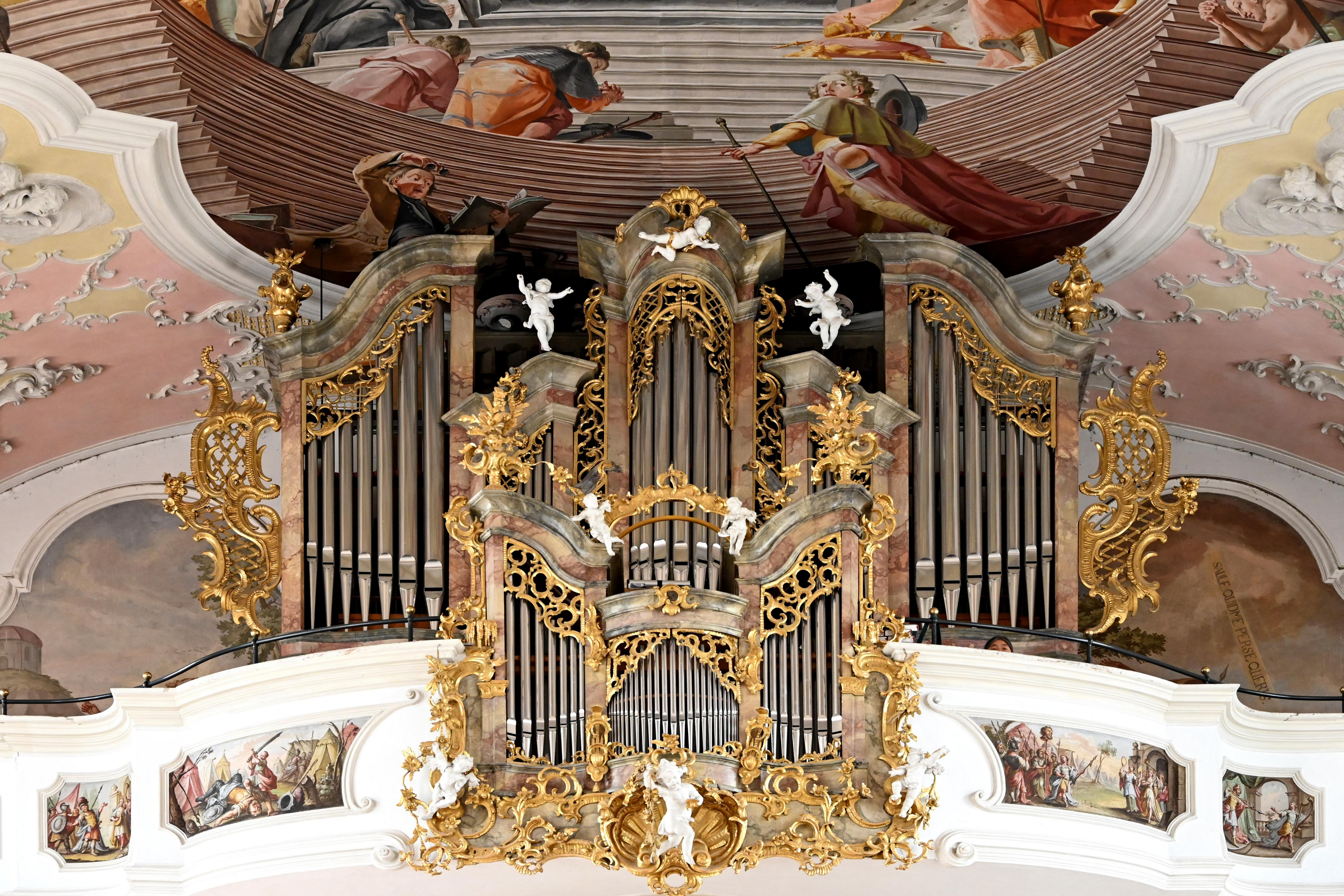
Orgelprospekt

Die Orgel wurde 1893 von G. F. Steinmeyer & Co. (Oettingen) als zunächst zweimanualiges Instrument mit 30 Registern mit pneumatischer Traktur im historischen Gehäuse des Rokoko-Meisters Balthasar Freiwiß erbaut. Das Instrument wurde 1931/1932 von Orgelbau Zeilhuber auf 36 Register erweitert. 1993 ergänzte Steinmeyer das Rückpositiv mit elektrischer Traktur. Die Orgel hat heute 44 Register auf drei Manualen und Pedal.
| I Rückpositiv C–a3 |                  |    |
| 1.                 | Gedeckt          | 8′ |
| 2.                 | Traversflöte     | 8′ |
| 3.                 | Principal        | 4′ |
| 4.                 | Flöte            | 4′ |
| 5.                 | Flagolett        | 2′ |
| 6.                 | Sesquialter I-II |    |
| 7.                 | Mixtur III       |    |
| 8.                 | Krummhorn        | 8′ |
|                    | Tremulant        |    |

| II Hauptwerk C–a3 |                |       |
| 9.                | Bordun         | 16′   |
| 10.               | Principal      | 8′    |
| 11.               | Viola da Gamba | 8′    |
| 12.               | Gemshorn       | 8′    |
| 13.               | Gedeckt        | 8′    |
| 14.               | Dolce          | 8′    |
| 15.               | Oktave         | 4′    |
| 16.               | Rohrflöte      | 4′    |
| 17.               | Quinte         | 2 ⁄3′ |
| 18.               | Oktave         | 2′    |
| 19.               | Cornett II-V   |       |
| 20.               | Mixtur IV      |       |
| 21.               | Trompete       | 8′    |

| III Schwellwerk C–a3 |                  |        |
| 22.                  | Geigenprincipal  | 8′     |
| 23.                  | Wienerflöte      | 8′     |
| 24.                  | Quintatön        | 8′     |
| 25.                  | Lieblich Gedackt | 8′     |
| 26.                  | Salizional       | 8′     |
| 27.                  | Vox Coelestis    | 8′     |
| 28.                  | Fugara           | 4′     |
| 29.                  | Traversflöte     | 4′     |
| 30.                  | Quinte           | 2 ⁄3′  |
| 31.                  | Flautatio        | 2′     |
| 32.                  | Terz             | 1 3⁄5′ |
| 33.                  | Cimbel IV        | 1 ⁄3′  |
| 34.                  | Oboe             | 8′     |
| 35.                  | Vox Humana       | 8′     |
| 36.                  | Clairon          | 4′     |
|                      | Tremulant        |        |

| Pedal C–f1 |              |         |
| 37.        | Violonbaß    | 16′     |
| 38.        | Subbaß       | 16′     |
| 39.        | Quintatönbaß | 16′     |
| 40.        | Quintbaß     | 10 2⁄3′ |
| 41.        | Oktavbaß     | 8′      |
| 42.        | Cellobaß     | 8′      |
| 43.        | Flötenbaß    | 4′      |
| 44.        | Posaune      | 16′     |